# Ipumirim
Ipumirim es un municipio brasileño del estado de Santa Catarina. Tiene una población estimada al 2022 de 7 816 habitantes. Pertenece a la Región metropolitana de Contestado.

## Toponimia
Ipumirim, de origen tupí-guaraní, significa Valle Pequeño (Ipu: Valle, Mirim: Pequeño).

## Historia
Colonizada por italianos en el inicio del siglo XX, Ipumirim se tornó municipio en 1963, cuando se emancipó de Concórdia. Desde el año 2020 tiene los dialectos Alemán Hunsriqueano-Brasileño y Talian como idiomas cooficiales
Fecha festiva – 7 de abril (aniversario de la ciudad).
Principales actividades económicas – Agropecuaria e Industria maderera.
Colonización – Italiana y alemán.
Principales etnias – Italiana y alemán.
Clima – Mesotérmico húmedo, con temperatura media entre 17 °C y 28 °C.

## Economía
La ciudad tiene más de 3.000.000 de árboles plantados en áreas de reforestación, con previsión de plantíos de más 400.000 ejemplares por año.